# Jan II Andegaweński
Jan II Anjou, Jan z Kalabrii (ur. 2 sierpnia 1425 w Nancy, zm. 16 grudnia 1470 w Barcelonie), książę Lotaryngii od 1453 do śmierci. Brat Małgorzaty Andegaweńskiej – królowej Anglii.
Odziedziczył Lotaryngię po swojej matce Izabeli Lotaryńskiej, jego ojciec René I Andegaweński był księciem Andegawenii i tytularnym królem Neapolu. Jan II jako będąc tytularnym następcą tronu Neapolu, został księciem Kalabrii, ale tron Neapolu przypadł dynastii Aragońskiej. Jan spędził życie próbując odzyskać utracony tron Neapolu. W 1466 zbuntowani przeciwko królowi Aragonii Katalończycy wybrali jego ojca na antykróla Aragonii, co doprowadziło do wojny w Aragonii, wtedy Jan przyjął tytuł księcia Girony jako następca tronu. Ostatecznie Jan zmarł otruty, w Barcelonie. Jego ojciec Rene przegrał rywalizację o tron aragoński.
Jan ożenił się z Marią de Burbon (1428–1448), córką Karola I – księcia de Burbon. Mieli 4 dzieci: 
- Izabelę (ur. 1445 – zmarła w dzieciństwie),
- Rene (ur. 1446 – zmarł w dzieciństwie),
- Marię (ur. 1447 – zmarła w dzieciństwie),
- Mikołaja I (1448–1473), księcia Lotaryngii.

Jan miał także kilkoro dzieci ze związków pozamałżeńskich: 
- Jana (zm. 1504), hrabia Briey, poślubił Nancy St. Georges,
- Alberta, pana d'Essey,
- córkę, poślubiła Jana Szkockiego,
- Joannę d'Abancourt, poślubiła Achillesa, nieślubnego syna Małgorzaty de Beauveu.